# وادي قانا

وادي قانا  محمية طبيعية تقع بين سفحي جبلين بين محافظتي سلفيت وقلقيلية. يقع الوادي على بعد 10 كم من الجهة الشمالية الغربية من مدينة سلفيت، ويحده من الشمال كفر لاقف، ومن الشمال الغربي بلدة عزون، ومن الغرب بلدة كفر ثلث، ومن الشرق مقام عليه مستعمرتي «نوفيم» و«ياكير»، ومن الجنوب الشرقي دير استيا وقراوة بني حسان.
تقع معظم أراضي المحمية ضمن أراضي بلدة دير استيا شمال محافظة سلفيت، بالإضافة إلى أراضي بلدات جينصافوط وقراوة بني حسان. تزيد مساحة الوادي عن 10,000 دونم من الأراضي الزراعية الخضراء الممتلئة ببيارات الحمضيات. ويعد أهم الوجهات السياحية الداخلية في محافظة سلفيت والمناطق المجاورة.
شرع الاحتلال الإسرائيلي بملاحقة المزارعين ومنع الفلاحة بحجة أن المنطقة محمية طبيعية
ثم بدأ بالإستيلاء على الأراضي وإضافة مناطق سكنية تابعة لمستعمرة «نوفيم».